# Amorim (Póvoa de Varzim)
Amorim ist ein Ort und eine ehemalige Gemeinde im Norden Portugals. Regional bekannt ist der Ort für seine heiß gegessene Brotspezialität, der Broa de Amorim.

## Geschichte
Der Ort wurde erstmals im Jahr 1033 schriftlich erwähnt, bereits als Sitz der Gemeinde Santiago de Amorim. Das Gemeindegebiet erstreckte sich bis zum Ozean.
Bis zu den Verwaltungsreformen nach der Liberalen Revolution 1822 war Amorim eine Gemeinde im Kreis Barcelos, um 1836 Vila do Conde angegliedert zu werden. Seit 1853 gehört die Gemeinde zu Póvoa de Varzim.
Im Jahr 1922 wurde die neu geschaffene Gemeinde A Ver-o-Mar ausgegliedert.
Mit der kommunalen Neuordnung 2013 wurden die Gemeinden Amorim, Aver-o-Mar und Terroso aufgelöst und zur neuen Gemeinde Aver-o-Mar, Amorim e Terroso zusammengeschlossen.

## Verwaltung

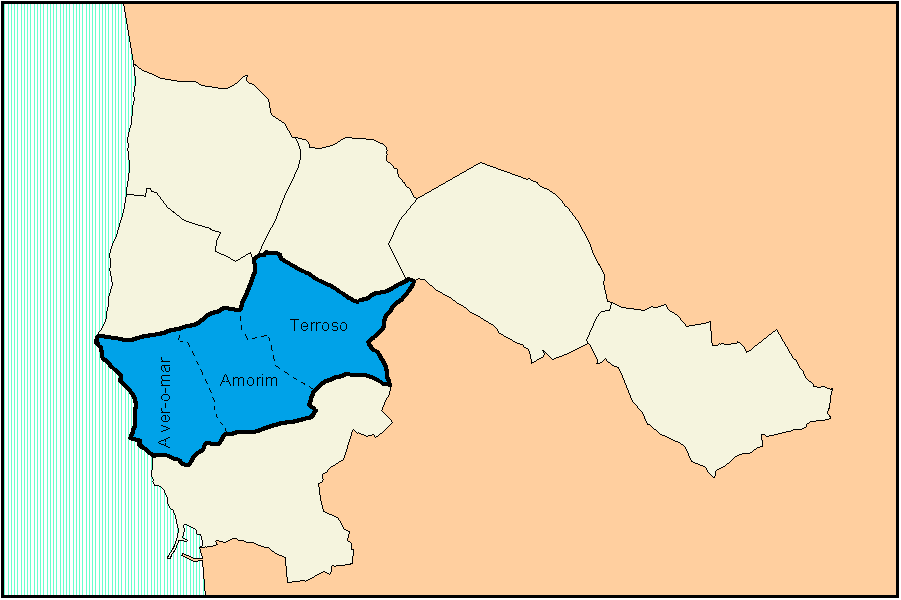
Lage der ehemaligen Gemeinde Amorim im Gemeindezusammenschluss,
im Kreis Póvoa de Varzim

Amorim war eine Gemeinde (Freguesia) im Kreis (Concelho) von Póvoa de Varzim im Distrikt Porto. Die Gemeinde hatte eine Fläche von 4,8 km² und 2784 Einwohner (Stand 30. Juni 2011).
Folgende Ortschaften liegen im Gebiet der ehemaligen Gemeinde:
| - Agra - Aldeia - Aldeia Nova - Amorim de Cima - Cadilhe | - Cardosas - Esqueirinhas - Fontainhas - Mandim - Mourilhe | - Pedroso - Póvoa de Varzim (Teile des Stadtgebiets) - Sistelos - Torrinha - Travassos |

Mit der Gebietsreform in Portugal am 29. September 2013 wurden die Gemeinden Amorim, Aver-o-Mar und Terroso zur neuen Gemeinde União das Freguesias de Aver-o-Mar, Amorim e Terroso zusammengeschlossen. Aver-o-Mar wurde Sitz der neuen Gemeinde, während die ehemalige Gemeindeverwaltung in Amorim als Bürgerbüro bestehen blieb.